# Бред Алан Льюїс
Бред Алан Льюїс (англ. Brad Alan Lewis, 9 листопада 1954) — американський академічний веслувальник.
Олімпійський чемпіон 1984 року в складі парної двійки.